# انگل درون‌سلولی

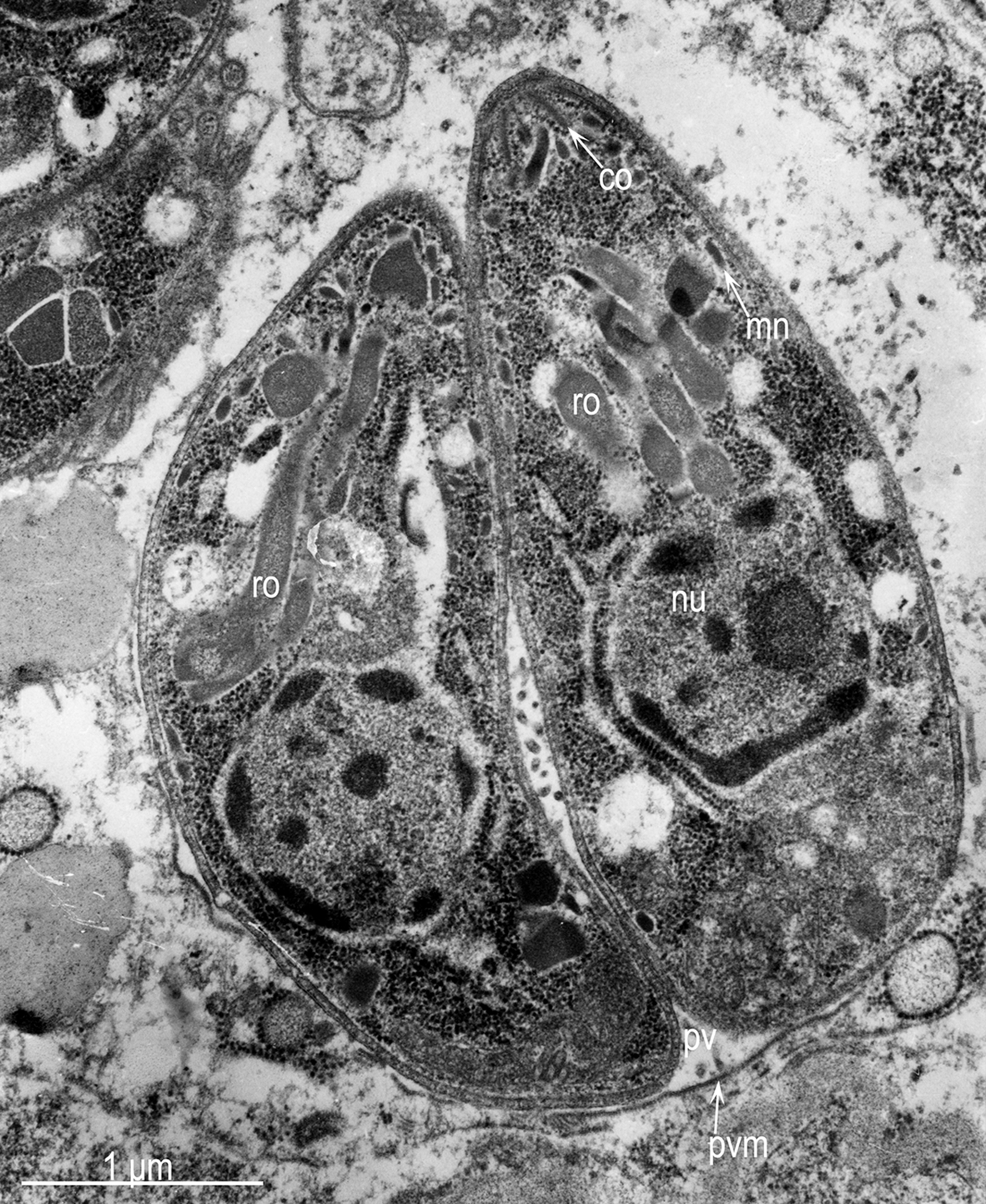
دو اپی‌کمپلکس، توکسوپلاسما گوندی، در سلول میزبان خود (با میکروسکوپ الکترونی عبوری)

انگل‌های درون‌سلولی ریزانگل‌هایی هستند که توانایی رشد و تکثیر در درون سلول‌های میزبان را دارند.

## انواع انگل
دو نوع اصلی انگلی درون‌سلولی وجود دارد: اختیاری و اجباری.
انگل‌های درون سلولی اختیاری توانایی زندگی و تکثیر در درون یا بیرون از سلول‌های میزبان را دارند. از سوی دیگر، انگل‌های درون‌سلولی اجباری برای زندگی و تولیدمثل به سلول میزبان نیاز دارند. بسیاری از این نوع سلول‌ها به انواع میزبان تخصصی نیاز دارند و تهاجم به سلول‌های میزبان با روش‌های مختلفی رخ می‌دهد.

### اختیاری
انگل‌های درون‌سلولی اختیاری توانایی زندگی و تولیدمثل در درون یا بیرون سلول را دارند.

### اجباری
انگل‌های درون‌سلولی اجباری نمی‌توانند در بیرون از سلول میزبان خود تولیدمثل کنند، به این معنی که تولیدمثل انگلی کاملاً به منابع درون‌سلولی وابسته است.

### استثناها
Polypodium یک انگل درون‌سلولی متازوئا است که به همین دلیل از اکثر انگل‌های درون‌سلولی دیگر متمایز است.

## حساسیت
افراد دچار کمبود سلول‌های T به‌ویژه در برابر پاتوژن‌های درون‌سلولی حساس هستند.